# 메타위키
메타위키(영어: Meta-Wiki)는 다른 모든 위키미디어 위키를 제공하는 데 전념하는 위키이다.